# Gerard Jonker
Gerard Jonker (Den Haag) was een Nederlands voetbalscheidsrechter die van 1972 tot 1979 in de Eredivisie floot. 
In 1979 floot hij de bekerfinale tussen Ajax en FC Twente, wat tevens zijn laatste wedstrijd als scheidsrechter was.

## Eerste gele kaart
Jonker gaf de allereerste gele kaart in het Nederlandse profvoetbal. Dit gebeurde op 13 augustus 1972 in Amersfoort in de wedstrijd tussen HVC en Veendam. Eltje Edens van Veendam was hiermee de eerste ontvanger in de Nederlandse competitie.